# إيرفينغ سيغال
ايرفينغ سيغال (بالإنجليزية: Irving Segal) (مواليد 13 سبتمبر 1918 في ذا برونكس - الوفاة 24 ديسمبر 1998 في ماساتشوستس)، هو رياضياتي معروف بعمله على نظرية ميكانيكا الكم. وقد شارك بإنجاز نظرية تمثيل سيغال- شيل ويل.
في وقت مبكر من حياته المهنية اشتهر سيغال بتطوير نظرية الحقل الكمومي والتحليل التوافقي، ولا سيما ابتكاره البديهية الجبرية المعروفة باسم C * -algebra.

## حياته
ولد إيرفينغ عزرا سيغال في حي ذا برونكس في نيويورك عام 1918 لأبوين يهوديين. التحق بمدرسة في ترنتون. تم قبوله بجامعة برنستون وهو بعمر 16 سنة، أكمل دراسته فيها بثلاث سنوات فقط ليحصل على درجة البكالوريوس في الرياضيات بتقدير ممتاز سنة 1937. حصل على جائزة جورج كوفينجتون في الرياضيات. بعدها قُبل بجامعة ييل وحصل على شهادة الدكتوراه سنة 1940. قام سيغال بالتدريس في جامعة هارفارد، ثم انضم إلى معهد الدراسات المتقدمة في برينستون على زمالة غوغنهايم التذكارية، وقام بالعمل بين سنتي 1941-1943 مع ألبرت أينشتاين وفون نيومان.
خلال الحرب العالمية الثانية خدم سيغال في الجيش الأمريكي إجراء البحوث في المقذوفات في ابردين في ولاية ماريلاند. ثم انضم إلى قسم الرياضيات في جامعة شيكاغو عام 1948 حيث عمل حتى عام 1960. في عام 1960 انضم إلى قسم الرياضيات في معهد ماساتشوستس للتكنولوجيا حيث بقي أستاذا حتى وفاته في عام 1998. انتخب عضوا في الأكاديمية الوطنية للعلوم في عام 1973.